# Бестужево (Нижегородская область)
Бесту́жево  — село  в Арзамасском районе Нижегородской области Российской Федерации. В рамках организации местного (муниципального) самоуправления входит в состав городского округа город Арзамас.

## География
Местность относится к лесостепной части:20, в орогидрографическом отношении относится к западной
части Приволжской возвышенности и представляет собой приподнятую равнину,
расчленённую системами рек, относящихся к бассейну р.р. Оки и Волги:25.
Климат, как и во всем районе, умеренно-континентальный:20.

### Уличная сеть
- ул. Новая Линия,
- ул. Порядок Южный,
- ул. Советская.

## История
До 1 января 2023 года входила в упразднённый Шатовский сельсовет.

## Население
| 1999 | 2002 | 2010 |
| ---- | ---- | ---- |
| 53   | ↘29  | ↘15  |

## Достопримечательности
В селе действовала Церковь Троицы Живоначальной (1824). В настоящее время находится в полуразрушенном состоянии.